# Indirizzo permanente
Indirizzo permanente (77 Sunset Strip) è una serie televisiva statunitense in 206 episodi trasmessi per la prima volta nel corso di 6 stagioni dal 1958 al 1964.
La serie fu oggetto di una battaglia legale tra Roy Huggins e la Warner Brothers. La serie è basata sui romanzi e racconti scritti da Huggins prima del suo arrivo alla Warner, ma, per una questione legale, fu dichiarata derivante dal film pilota Testimone oculare (Girl on the Run), un film per la televisione trasmesso nel 1958.

## Trama
La serie ruota intorno a due detective privati di Los Angeles, entrambi ex agenti segreti: Stuart "Stu" Bailey, un personaggio che Huggins aveva creato nel 1946 nel suo romanzo The Double Take (che in seguito fu adattato nel film del 1948 Io non t'inganno, t'amo!) e Jeff Spencer, un avvocato non-praticante. La sede del loro ufficio è al 77 di Sunset Boulevard (colloquialmente nota come "Sunset Strip"), tra La Cienega Boulevard e l'Alta Loma Road. Suzanne, la bella segretaria francese, è interpretata da Jacqueline Beer.
Il supporto comico viene fornito dai personaggi di Roscoe (interpretato da Louis Quinn), e Gerald Lloyd "Kookie" Kookson III (interpretato da Edd Byrnes), un parcheggiatore dalla parlantina caratteristica, amante del rock and roll e aspirante investigatore privato. Byrnes era stato inizialmente introdotto come un serial killer nel pilot della serie, ma il suo personaggio si dimostrò così popolare che fu reintrodotto in un nuovo ruolo nel corso della prima stagione.
Nonostante i tentativi di Huggins di dare alla serie un taglio drammatico, il tono degli episodi risulta leggero e caratterizzato da una forte componente di umorismo auto-ironico. Il personaggio di Kookie diventò un fenomeno culturale, con le sue espressioni gergali come "ginchy" ("cool", "meraviglioso") e "piling up Zs" ("andare a letto"). In un episodio Kookie aiuta gli investigatori su un caso componendo una canzone e Edd Byrnes iniziò una carriera di cantante con il singolo Kookie, Kookie, Lend Me Your Comb, basata sulla sua pettinatura. Quando Byrnes reclamò un ruolo più ampio, e la produzione glielo negò, l'attore lasciò la serie, ma nel maggio del 1960 tornò nelle vesti di un vero e proprio socio dall'impresa di investigazione.
La serie ebbe così tanto successo che la produzione girò diversi episodi fuori dagli schemi della televisione seriale dell'epoca. Uno degli episodi più insoliti è The Silent Caper, del 1960, scritto da Roger Smith, senza alcun dialogo, da cui il titolo. Un altro episodio fuori linea, del 1961, è Reserved For Mr. Bailey, in cui Stuart, cioè Efrem Zimbalist, è solo in una città fantasma, unico attore in tutto l'episodio (mai incluso nelle repliche in syndication).

## Personaggi

### Personaggi principali
- Stuart Bailey (165 episodi, 1958-1964), interpretato da Efrem Zimbalist Jr..
- Jeff Spencer (93 episodi, 1958-1963), interpretato da Roger Smith.
- Kookie (90 episodi, 1958-1963), interpretato da Edd Byrnes.
- Suzanne Fabray (75 episodi, 1958-1963), interpretata da Jacqueline Beer.
- Roscoe (71 episodi, 1958-1963), interpretato da Louis Quinn.
- tenente Gilmore (41 episodi, 1958-1963), interpretato da Byron Keith.
- J.R. Hale (31 episodi, 1958-1963), interpretato da Robert Logan.
- Rex Randolph (26 episodi, 1958-1963), interpretato da Richard Long.

### Personaggi secondari
- Victor Traymund (10 episodi, 1960-1963), interpretato da Victor Buono.
- Carla Stevens (10 episodi, 1959-1963), interpretata da Diane McBain.
- Hannah (9 episodi, 1959-1964), interpretata da Joan Staley.
- Ernie Pozen (7 episodi, 1960-1964), interpretato da Robert Colbert.
- Alexis Manet (7 episodi, 1959-1962), interpretato da John Van Dreelen.
- Valdez (7 episodi, 1959-1962), interpretato da Joe De Santis.
- April Myford (7 episodi, 1959-1963), interpretata da Kaye Elhardt.
- Abigail Allen (6 episodi, 1958-1961), interpretata da Kathleen Crowley.
- Mr. Neidorf (6 episodi, 1959-1962), interpretato da Jay Novello.
- Dr. Langton (6 episodi, 1958-1963), interpretato da Brad Weston.
- Art Mooney (6 episodi, 1958-1961), interpretato da John Hubbard.
- Cal Calhoun (6 episodi, 1959-1963), interpretato da Andrew Duggan.
- ispettore Claude Duprez (6 episodi, 1959-1963), interpretato da Jacques Bergerac.
- Dr. Burke (6 episodi, 1960-1963), interpretato da John Dehner.
- Eva Stehlik (6 episodi, 1963), interpretata da Patricia Rainier.
- Oskar Pauker (6 episodi, 1963), interpretato da Walter Slezak.
- Bill Foster (5 episodi, 1958-1962), interpretato da Walter Reed.
- John Luder (5 episodi, 1958-1963), interpretato da Kurt Kreuger.
- Carrie (5 episodi, 1959-1960), interpretata da Sherry Jackson.
- Ann Polly (5 episodi, 1958-1960), interpretata da Dolores Donlon.
- DeLeon (5 episodi, 1960-1961), interpretato da George J. Lewis.
- David Hillman (5 episodi, 1960-1961), interpretato da Tristram Coffin.
- Ann Benson (5 episodi, 1959-1961), interpretata da Carol Ohmart.
- Anne Kenzie (5 episodi, 1959-1964), interpretata da Julie Adams.
- Diane Adams (5 episodi, 1958-1964), interpretata da Ruta Lee.
- Hamilton (5 episodi, 1959-1962), interpretato da Neil Hamilton.
- Angela Ciardi (5 episodi, 1959-1963), interpretata da Lisa Gaye.
- Linda Carnero (5 episodi, 1960-1962), interpretata da Lisa Montell.
- Thomas Allen (5 episodi, 1963), interpretato da Luther Adler.
- Maximillian (5 episodi, 1963), interpretato da Tony Bennett.
- detective Butter (5 episodi, 1963), interpretato da Richard Conte.
- Harold Harrison (5 episodi, 1963), interpretato da Wally Cox.
- Schleussel (5 episodi, 1963), interpretato da George Jessel.
- sergente Patrick Cohan (5 episodi, 1963), interpretato da Brian Keith.
- Pete Kramer (5 episodi, 1963), interpretato da Leonid Kinskey.
- Gypsy (5 episodi, 1963), interpretato da Peter Lorre.
- Andy Marion (5 episodi, 1963), interpretato da Larry D. Mann.
- padre Anthony (5 episodi, 1963), interpretato da Herbert Marshall.
- Vincent Marion (5 episodi, 1963), interpretato da Burgess Meredith.
- Leroy (5 episodi, 1963), interpretato da Jimmy Murphy.
- colonnello David Watkins (5 episodi, 1963), interpretato da Lloyd Nolan.
- Anna (5 episodi, 1963), interpretata da Marisa Pavan.
- Lorenzo Cestari (5 episodi, 1963), interpretato da Cesar Romero.
- Mr. Stehlik (5 episodi, 1963), interpretato da Joseph Schildkraut.
- Paul De Vinger (5 episodi, 1963), interpretato da William Shatner.
- Cal Jasper (5 episodi, 1963), interpretato da Clint Walker.
- Fergenstein (5 episodi, 1963), interpretato da Ed Wynn.
- Lolly (5 episodi, 1963), interpretato da Keenan Wynn.

## Guest star

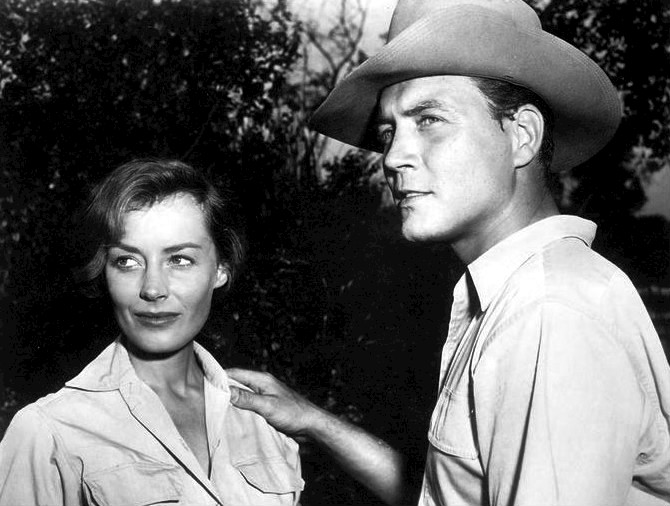
Jeff Spencer (Roger Smith) e l'attrice Victoria Shaw.

Causa l'enorme successo della serie, furono molti gli attori e i personaggi del mondo dello spettacolo che si prestarono ad interpretare ruoli nel corso delle sei stagioni. Tra di essi anche attori già pienamente affermati e stelle dello sport. Tra le guest star: William Shatner, Mary Tyler Moore, Shirley MacLaine, Robert Conrad, Dyan Cannon, Janet De Gore, Jay North, Connie Stevens, Adam West, Tuesday Weld, Marlo Thomas, Max Baer, Jr., Elizabeth Montgomery, Karen Steele, Randy Stuart, DeForest Kelley, Susan Oliver, Suzanne Storrs, Peter Breck, Roger Moore, Donna Douglas, Troy Donahue, Ellen Burstyn, Chad Everett, Gena Rowlands, Cloris Leachman, Eve McVeagh, Diane Ladd, Fay Wray, Francis X. Bushman, Liliane Montevecchi, Keenan Wynn, Ida Lupino, Rolfe Sedan, Jim Backus, Billie Burke, Buddy Ebsen, George Jessel, Peter Lorre, Burgess Meredith, Nick Adams e Roy Roberts.

## Produzione
La serie fu prodotta da Warner Bros. Television e girata negli studios della Warner Brothers a Burbank in California. Il titolo di lavorazione fu Sunset 77. La canzone della serie fu pubblicata nel 1959 e divenne una top ten nella classifica di Billboard.

### Registi
Tra i registi della serie sono accreditati:
- George Waggner (41 episodi, 1959-1963)
- Montgomery Pittman (15 episodi, 1959-1962)
- Robert Douglas (12 episodi, 1960-1962)
- Leslie H. Martinson (9 episodi, 1958-1963)
- Paul Landres (8 episodi, 1962-1963)
- Lawrence Dobkin (8 episodi, 1963-1964)
- Jeffrey Hayden (7 episodi, 1961-1963)
- Richard L. Bare (6 episodi, 1958-1959)
- Irving J. Moore (6 episodi, 1960-1962)
- Robert Sparr (6 episodi, 1961-1963)
- William Conrad (6 episodi, 1963)
- James V. Kern (4 episodi, 1958-1960)
- William J. Hole Jr. (4 episodi, 1960)
- Michael O'Herlihy (4 episodi, 1961-1962)
- Charles R. Rondeau (4 episodi, 1962-1963)
- Sidney Salkow (4 episodi, 1962)
- André De Toth (3 episodi, 1959-1960)
- Charles F. Haas (3 episodi, 1959-1960)
- Mark Sandrich Jr. (3 episodi, 1959-1960)
- Arthur Lubin (3 episodi, 1959)
- Robert B. Sinclair (3 episodi, 1960)
- Richard Bartlett (3 episodi, 1961-1962)
- Paton Price (3 episodi, 1961-1962)
- Richard C. Sarafian (3 episodi, 1962-1963)
- Abner Biberman (3 episodi, 1963-1964)
- Reginald Le Borg (2 episodi, 1959-1960)
- Ida Lupino (2 episodi, 1959)
- Leslie Goodwins (2 episodi, 1961)
- Andrew McCullough (2 episodi, 1961)
- Byron Paul (2 episodi, 1963)

## Distribuzione
La serie fu trasmessa negli Stati Uniti dal 1958 al 1964 sulla rete televisiva ABC.
Alcune delle uscite internazionali sono state:
- negli Stati Uniti il 10 ottobre 1958 (77 Sunset Strip)
- nel Regno Unito il 9 dicembre 1959
- in Germania Ovest il 11 gennaio 1960 (77-Sunset-Strip)
- in Austria (77-Sunset-Strip)
- in Spagna (77 de Sunset Strip o Setenta y Siete)
- in Italia (Indirizzo permanente)[5]
- in Venezuela il 1961 in Venevisión (77 Sunset Strip)

## Progetto delremake
Trentuno anni dopo la fine serie, la Warner Bros. propose un revival di 77 Sunset Strip con un pilot di un'ora per una nuova serie sulla WB Television. Uno dei ruoli principali nella nuova versione fu affidato a Vince Vaughn. 25 minuti riprese per il pilot furono girate nella primavera del 1995, ma, nonostante alcuni tentativi di finalizzazione per la messa in onda nella stagione 1995-1996, il progetto non superò la fase di test.

## Episodi
| Stagione         | Episodi | Prima TV originale |
| ---------------- | ------- | ------------------ |
| Prima stagione   | 34      | 1958-1959          |
| Seconda stagione | 36      | 1959-1960          |
| Terza stagione   | 39      | 1960-1961          |
| Quarta stagione  | 41      | 1961-1962          |
| Quinta stagione  | 36      | 1962-1963          |
| Sesta stagione   | 20      | 1963-1964          |